# City of St. Albans
St Albans (ang. City and District of St Albans także: City of St Albans lub District of St Albans) - utworzony 1 kwietnia 1974 dystrykt niemetropolitalny w hrabstwie Hertfordshire w Anglii. Władze dystryktu (Rada Dystryktu i Miasta St Albans, ang. St Albans District & City Council) znajdują się w St Albans. Kodem pocztowym dystryktu jest AL i następująca po nim seria liczb i liter.

## Geografia
Dystrykt składa się z miasta St Albans (ponad 64 tys. mieszkańców), miasta Harpenden (ok. 27 600 mieszkańców) oraz parafii: Colney Heath, Harpenden Rural, London Colney, Redbourn, St Michael's, St Stephen's (włączając w to wsie Chiswell Green i Bricket Wood), Sandridge oraz Wheathampstead.

## Populacja
Populacja dystryktu St Albans (ang. District of St Albans).

### 1801-1911
| Rok  | Liczba ludności | Przyrost (%) |
| ---- | --------------- | ------------ |
| 1801 | 9834            | —            |
| 1811 | 11 214          | 14,0         |
| 1821 | 14 114          | 25,9         |
| 1831 | 15 83           | 12,2         |
| 1841 | 17 048          | 7,7a         |
| 1851 | 18 004          | 5,6          |
| 1861 | 18 926          | 5,1          |
| 1871 | 21 079          | 11,4         |
| 1881 | 23 296          | 10,5b        |
| 1891 | 26 872          | 15,4         |
| 1901 | 33 008          | 22,8         |
| 1911 | 43 768          | 32,6         |

a) W roku 1835 zredukowano granice dystryktu.

b) W roku 1879 zredukowano granice dystryktu.

### 1901-1971
Populacja Miasta i Dystryktu St Albans (ang. City and District of St Albans). W roku 1974 zmieniono podział administracyjny. Dane dla lat 1961 i 1971 odnoszą się do obszaru nowego Miasta i Dystryktu St Albans.
Populacja Wiejskiego Dystryktu St Albans (ang. St Albans Rural District). 
| Rok  | Liczba ludności | Przyrost (%) |
| ---- | --------------- | ------------ |
| 1901 | 12 264          | —            |
| 1911 | 19 463          | 58,7         |
| 1921 | 14 533          | -25,3c       |
| 1931 | 19 578          | 34,7         |
| 1939 | 26 158          | 33,6d        |
| 1951 | 28 608          | 9,4          |
| 1961 | 38 947          | 36,1e        |
| 1971 | 45 350          | 16,4         |

c) W roku 1913 zredukowano granice dystryktu.

d) W roku 1935 poszerzono granice dystryktu.
e) W roku 1961 zmieniono granice dystryktu.

### 1961-2001

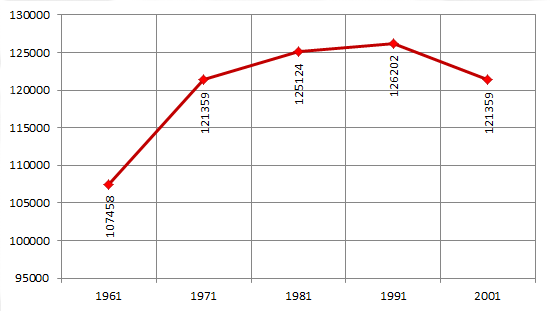
Populacja Miasta i Dystryktu St Albans w latach 1961-2001.

Populacja Miasta i Dystryktu St Albans (ang. City and District of St Albans). W roku 1974 zmieniono podział administracyjny. Dane dla lat 1961 i 1971 odnoszą się do obszaru nowego Miasta i Dystryktu St Albans. 
| Rok  | Liczba ludności | Przyrost (%) |
| ---- | --------------- | ------------ |
| 1961 | 107 458         | —            |
| 1971 | 121 359         | 12,9         |
| 1981 | 125 124         | 3,1          |
| 1991 | 126 202         | 0,9          |
| 2001 | 121 359         | 2,2          |